# HD 80108
HD 80108，又名CD-43 5103，SAO 221014、HR 3692，是一颗恒星，视星等为5.12，位于銀經267.58，銀緯3.35，其B1900.0坐标为赤經9h 12m 41.2s，赤緯-43° 3.35′ 52″。